# Melastiza chateri
Melastiza chateri är en svampart som först beskrevs av W.G. Sm., och fick sitt nu gällande namn av Jean Louis Emile Boudier 1907. Melastiza chateri ingår i släktet Melastiza och familjen Pyronemataceae.   Inga underarter finns listade i Catalogue of Life.

## Bildgalleri

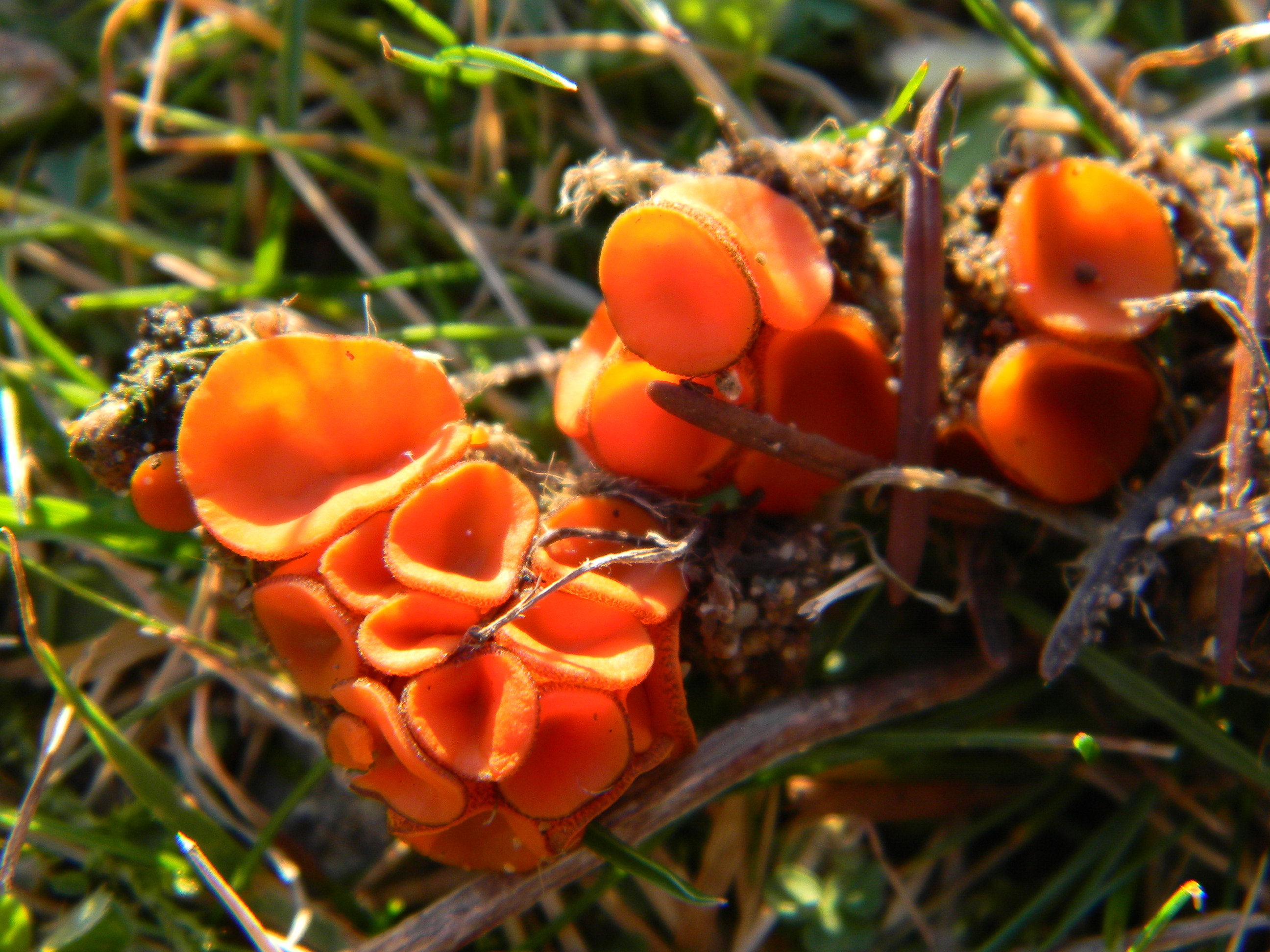